# Les Vallées de la Vanne
Les Vallées de la Vanne is een fusiegemeente (commune nouvelle) in het Franse departement Yonne in de regio Bourgogne-Franche-Comté die deel uitmaakt van het arrondissement Sens.
De gemeente is op 1 januari 2016 ontstaan door de fusie van de per die datum opgeheven gemeenten Theil-sur-Vanne, Chigy en Vareilles.

## Geografie
De oppervlakte van Les Vallées de la Vanne bedraagt 33,7 km², de bevolkingsdichtheid is 32 inwoners per km².